# Alexey I. Goloborodko
Alexey I. Goloborodko được coi là người có cơ thể uốn dẻo nhất hành tinh. Anh sinh ra ở Tula (Nga) vào tháng 12/1994. Ngoài ra, anh còn biết nhảy các kiểu cổ điển và hiện đại. Nhờ cơ thể uốn dẻo, linh hoạt mà những điệu nhảy của anh có sức hút rất lớn. Anh đã tham gia rất nhiều cuộc thi, chương trình biểu diễn và tham gia trong một số rạp xiếc lớn.